# Boarmia albibasis
Psilalcis albibasis là một loài bướm đêm trong họ Geometridae.